# Тарасов Іван Олександрович
Тарасов Іван Олександрович (нар. 22 лютого 1996, с. Кошманівка, Полтавська область, Полтавський район, Україна — пом. 4 серпня 2023, Запорізька область) — командир бойової групи у 15-й бригаді оперативного призначення Південного оперативно-територіального об'єднання Національної гвардії України, (Запоріжжя), учасник російсько-української війни.

## Життєпис
У період з 2014 по 2019 роки навчався у Дніпровському націона́льному університе́ті залізни́чного тра́нспорту імені академіка Всеволода Лазаряна, де отримав вищу освіту. З грудня 2020 року працював інженером по розробці автоматизованих серверних систем на мові програмування Java, а також інженером проектувальником застосунків на базі операційної системи «Android».
24 лютого 2022 року, з початку російського вторгнення в Україну, подав документи для залучення до військових сил України. У березні 2023 року потрапив до 15 БрОП НГУ (відомої за назвою — «Кара-Даг» на честь однойменної гори в Криму) .
Іван Тарасов (позивний «Тарік») проходив службу в 3-му батальйоні оперативного призначення 15 БрОП НГУ, яка веде бойові дії на запорізькому напрямку. Брав участь у бойових діях між селами Вербове та Роботине, де проявив свої здібності до лідерства та бажання до перемоги.
Після двох штурмів був призначений на посаду командира бойової групи у званні молодшого сержанта. Завдяки своїм здібностям був направлений до взводу розвідки спеціального призначення за два тижня до загибелі.
Загинув 4 серпня 2023 року під час виконання бойового завдання від танкового обстрілу. Був вірним другом та побратимом для товаришів зі свого взводу. 7 серпня 2023 року похований на Кушугумському цвинтарі.
| Емблема Збройних сил України | Це незавершена стаття про військового чи військову Збройних сил України. Ви можете допомогти проєкту, виправивши або дописавши її. |